# جيري مورغان
جيري مورغان (بالإنجليزية: Jerry Morgan)‏ (5 نوفمبر 1897 ببرستل في المملكة المتحدة - 9 مايو 1953 ببرستل في المملكة المتحدة) هو لاعب كرة قدم بريطاني (وحمل سابقاً جنسية المملكة المتحدة لبريطانيا العظمى وأيرلندا) في مركز الهجوم. لعب مع نادي بريستول روفيرز ونادي بريستول سيتي.